# Малая гражданская война в России
Малая гражданская война (1920—1934 гг.) — ряд стихийных восстаний и вооружённых конфликтов, происходивших между формированиями, состоящими преимущественно из крестьянского населения и правительством РСФСР, впоследствии СССР.
Изначально малая гражданская война была частью конечного этапа гражданской войны в России (май 1920—19 июня 1923 года), однако с возрастанием крестьянских вооружённых восстаний против проводимой политики РКП(б) (с 1925 года ВКП(б)) конфликт принял массовый характер и продолжался до 1934 года, когда крестьянский слой населения СССР более не представлял серьёзной угрозы и не предпринимал массовых столкновений и восстаний против проводимой политики СССР.
Малая гражданская война была закончена жестоким подавлением многих крестьянских восстаний, которые по большей части оканчивались массовыми расстрелами, репрессиями и арестами. Тем не менее, вследствие этих восстаний правительство РСФСР и СССР кардинально пересматривало политику в отношении сельского хозяйства, агропромышленного комплекса СССР и в частности крестьянской социальной политики.

## Этимология
Термин «малая гражданская война», несмотря на свою конкретную принадлежность к истории России и СССР, является неоднозначным в кругах историков, и этот термин упоминается только в нескольких работах и документах.
Первым, кто ввёл понятие малой гражданской войны, стал Михаил Васильевич Фрунзе в 1921 году, после того как был назначен командующим вооружёнными силами Украины и Крыма, а впоследствии и руководителем операции по ликвидации повстанцев РПАУ и Нестора Махно.
Тем не менее, на 2024 год, всё больше деятелей истории и науки признают термин «малая гражданская война» и включают эту войну как одно из основных событий истории России и СССР, в частности профессор Яхутль Юрий, советский военачальник Николай Какурин, академик РАЕН Пётр Алёшкин и другие.

## Причины народных восстаний 1920—1923 гг.
Во время гражданской войны в России, вследствие проводимой внутренней политики РСФСР, начали нарастать противоречия между правительством партии РКП(б) и преимущественно крестьянским населением. В условиях таких противоречий можно выделить несколько причин массовых крестьянских восстаний:
- Недовольство крестьян политикой военного коммунизма;
- Недовольство политикой продразвёрстки;
- Массовый голод 1921—1922 гг., затронувший 35 губерний РСФСР.

Тем не менее, у восставших в различных частях России, несмотря на общие лозунги отмены политики военного коммунизма и продразвёрстки, были разные цели. Среди вооружённых мятежей 1920—1923 гг. можно выделить три основные группы восставших:
1. Анархисты — вооружённые формирования, ставящие главной целью построение анархического общества на территории бывшей России (самое известное — Вольная Территория).
2. Сторонники Учредительного Собрания — вооружённые формирования, главными целями которых было возвращение Учредительного Собрания как представительного органа власти и реализацию политических и экономических свобод (самое крупное формирование — Тамбовское восстание).
3. Радикальные социалисты — вооружённые формирования, ставившие главной целью преобразование России в многопартийную социалистическую республику на правах широких гражданских свобод (самое крупное формирование — Кронштадтское восстание).

## Первый этап малой гражданской войны (1920—1923)

### Конфликт РСФСР с анархистами

#### Предыстория
Острый конфликт между анархистами и коммунистами начался с 1872 года, когда члены Первого Интернационала (официальное название Международное товарищество трудящихся) разделились на сторонников марксистской коммунистической теории Карла Маркса и сторонников анархо-коммунистических идей Михаила Бакунина.
Разногласия по поводу дальнейшего развития коммунистического движения и дальнейшей судьбы трудящихся привели к дальнейшим конфликтам между анархистами и марксистами, что в последующем доказывается жестокими столкновениями анархистов и марксистов во время Гражданской войны в России (1918—1923 гг.) и Испанской Гражданской войны (1936—1939 гг.).

Тем не менее, уже с момента Великой Октябрьской Революции 1917 года правительство Советской России предпринимало попытки разоружения анархических формирований. К 1918 году только в Москве насчитывалось около 50 отрядов анархистов, ведущими организациями которых считались Чёрная Гвардия и Московская федерация анархистских групп (МФАГ). К разоружению крупных московских анархистских группировок ВЧК предприняло штурм резиденций анархистов, ранее бывшими московскими особняками, экспроприированными анархистами. В ночь с 11 на 12 апреля ВЧК начала штурм «Дома Анархии» на Малой Дмитровке, битвы на Донской улице и Поварской улице. Последним оплотом Чёрной гвардии был особняк Цейтлина, который был взят примерно к 12-14 часам дня. О последствиях операции против Чёрной Гвардии в книге «Неизвестная Революция» Всеволод Волин писал: 
Эта операция послужила сигналом к разгрому либертарных организаций почти во всех крупных городах страны. Как всегда, провинциальные власти в своём рвении превзошли столичные.
<…>

Троцкий, который в течение двух недель готовил удар и лично агитировал в полках против «анархо-бандитов», выразил удовлетворение власти в своём известном заявлении «Наконец Советская власть железной метлой избавляет Россию от анархизма!»

#### Ликвидация анархических формирований (1920—1923 гг.)

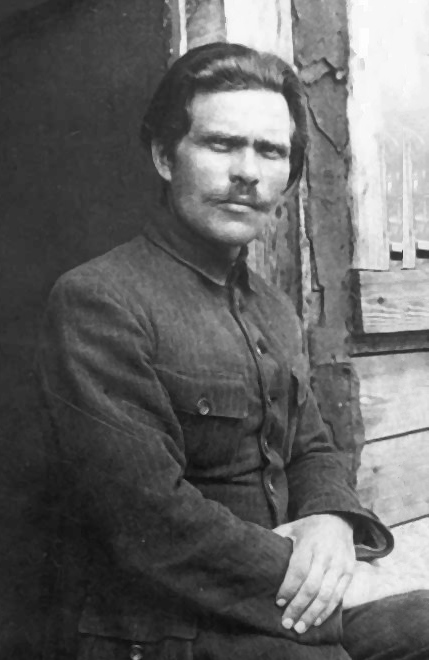
Главнокомандующий РПАУ — Нестор Махно

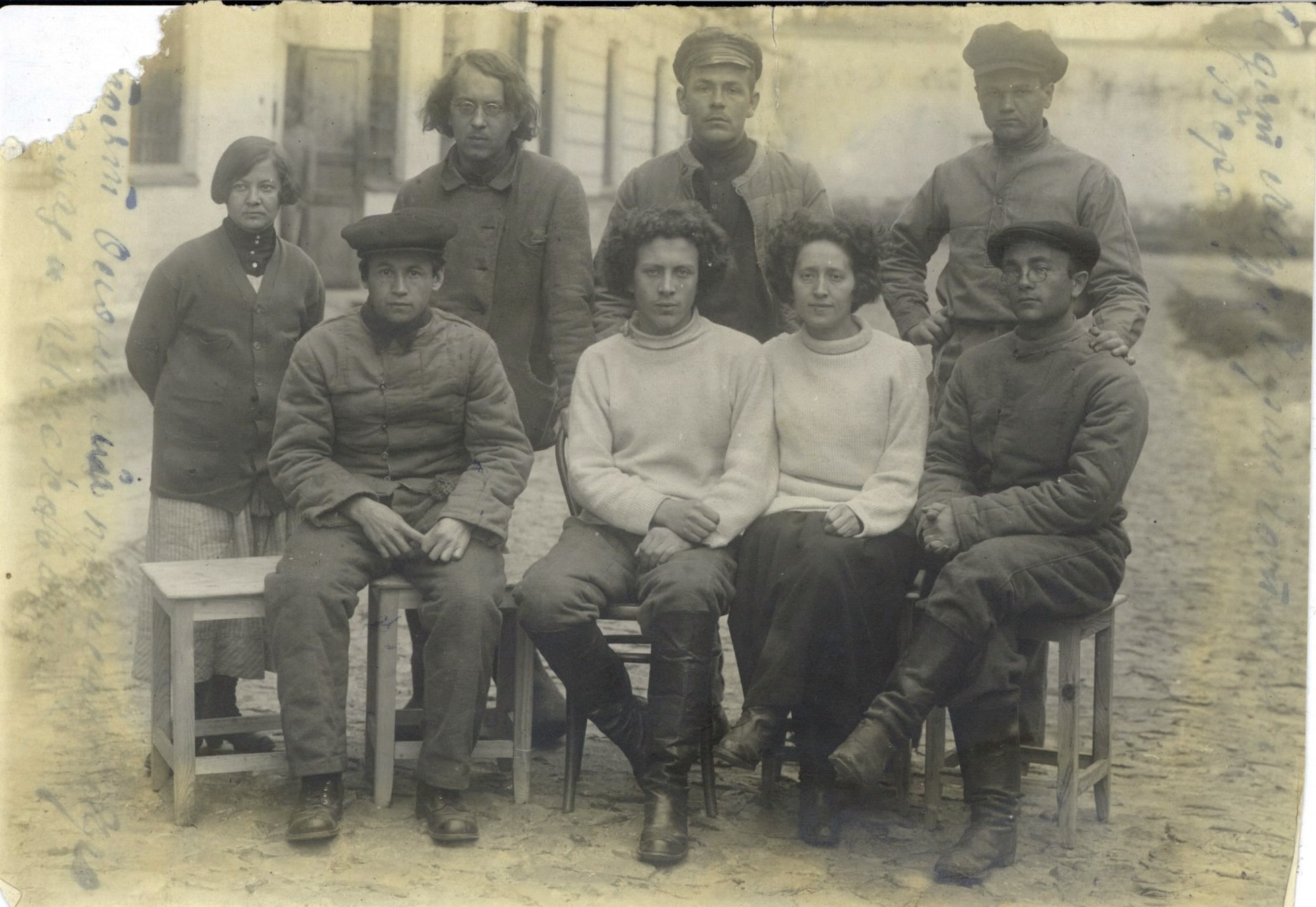
Анархисты Конфедерации «Набат»

##### Вольная территория (Махновщина)
В период гражданской войны в России РСФСР столкнулось с немалым количеством анархических организаций и формирований, самым известным из которых была Вольная Территория (или же Махновщина, Гуляйпольщина и так далее).
Вольная Территория с самого своего зарождения в ноябре 1918 года из простого крестьянского движения превратилась в одну из главных действующих сил гражданской войны, насчитывающую в своих рядах от десятков до сотен тысяч бойцов. В отличие от остальных анархических формирований, по прошествии времени на территории Вольной Территории образовался сложный строй анархического общества: ВРС (военно-революционный совет) как исполнительный орган, Региональный конгресс как совещательный орган, вооружённое отделение РПАУ и так далее.
Повсеместную поддержку анархистам РПАУ и Нестору Махно оказывала КАОУ «Набат», которая занималась политической деятельностью в Реввоенсовете Вольной Территории, пропагандой идей анархизма и поддержкой армии.
Деятельность Вольной территории (или Махновщины) была неоднозначной в истории: с одной стороны она способствовала продвижению идей свободного общества, однако на практике были нередки случаи мародёрства и грабежей со стороны анархистов (за что их пытались подавить сами же махновцы), а также случаи «чёрного террора», который по масштабности и кровавости был не меньше красного и белого терроров.
Отношения между Вольной Территорией и РСФСР всегда были натянутыми: с одной стороны с РПАУ налаживалось сотрудничество, а советскому правительству докладывали, что столица Гуляй-Поле — это «один из самых культурных центров Новороссии». С другой же стороны, ввиду противоречий идей анархистов и коммунистов насчёт будущего России председатель Революционного военного совета Лев Троцкий отдал Михаилу Фрунзе в 1921 году приказ о разоружении махновских сил.
Однако, сопротивление анархистов было немалое: РПАУ во главе с Нестором Махно осуществляли нападения и рейды как на территории Украины, так и на территории РСФСР: проводились рейды вблизи таких городов, как Воронеж, Харьков, Элиста (командующий — Григорий Маслаков) и так далее. Тем не менее, основные силы махновцев были разгромлены к лету 1921 года, из-за чего Нестора Махно отправили за границу на восстановление. Оставшимися силами остался командовать Виктор Белаш, оставшийся главнокомандующим РПАУ до 1923 года, когда разведка СССР и ГПУ УССР разгромили оставшиеся части РПАУ и Вольной Территории.

##### Сибирские анархисты
Как ни странно, идея анархизма распространялась не только на европейской части России. На протяжении всей гражданской войны в России на территории Сибири многочисленные группы анархистов устраивали рейды и восстания против белых, дестабилизируя ситуацию для Российского Государства в Сибири.
С продвижением большевиков в Сибирь анархистские формирования разделились на две группы: с одной стороны — анархисты, решившие поддержать власть большевиков, ввиду общей цели освобождения трудящихся (самый известный из них — Нестор Александрович Каландаришвили), с другой же стороны — анархисты, решившие продолжить борьбу как против Белой армии, так и против Красной армии (самые известные — И. Н. Новосёлов, П. К. Лубков и др.).
Тем не менее, среди анархистов, воюющих против РККА, можно выделить группы, занимавшиеся по большей части грабежами и мародёрством (самый известный деятель — Григорий Фёдорович Рогов), а также группы, воевавшие за идеалы анархизма и осуждавшие грабежи (такие как И. Н. Новосёлов, П. К. Лубков, Ф. Д. Плотников и т. д.).
Таким образом, различные анархистские формирования продолжали вести активную деятельность против РСФСР до марта 1921—1922 гг., когда последние очаги сопротивления анархистов в Сибири утихли.

### Тамбовское восстание

Флаг Республики Тамбовского партизанского края

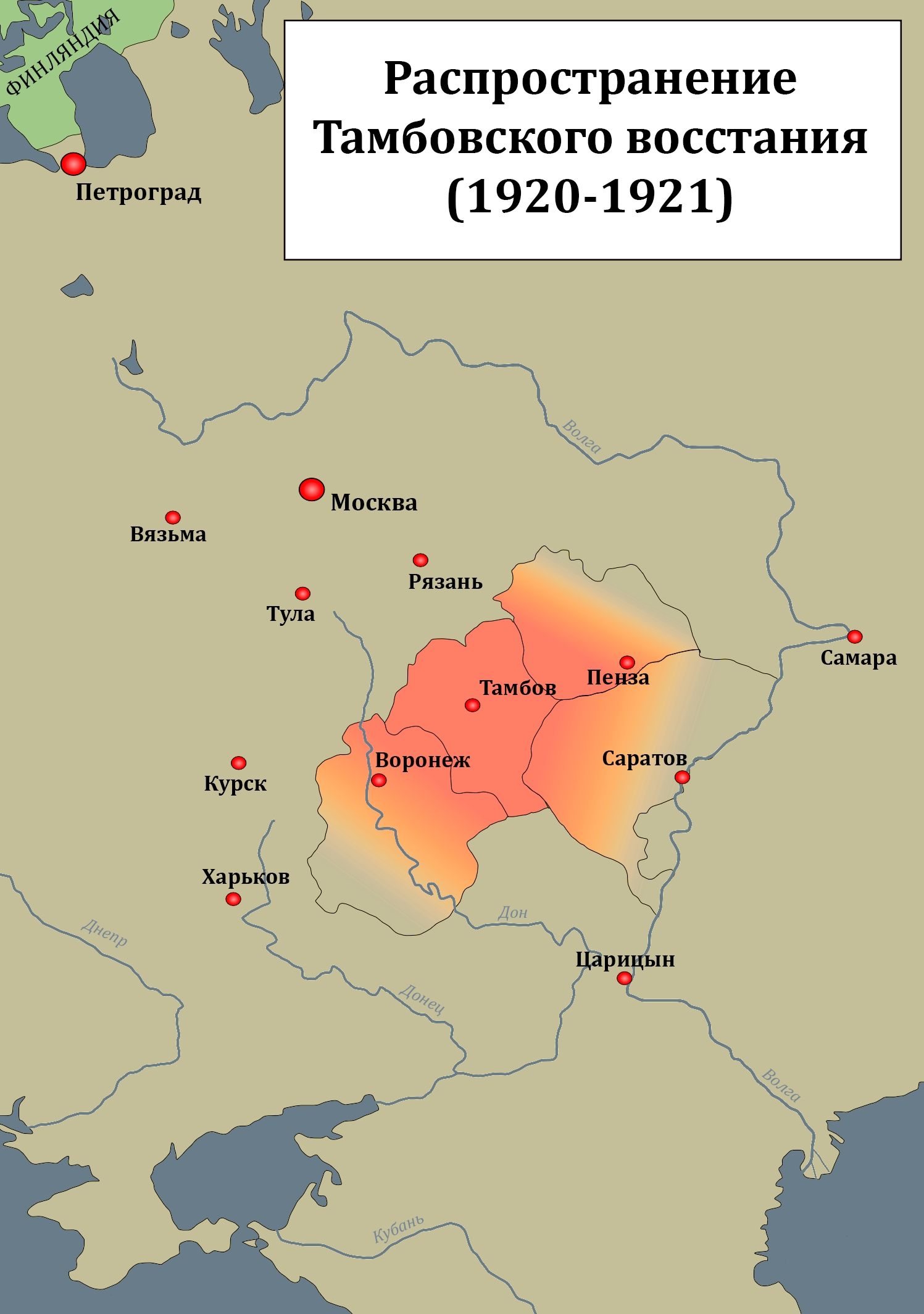
Карта Тамбовского восстания

Ещё до начала гражданской войны в России Тамбовская губерния была пятой по развитию в Российской Империи. Подавляющее большинство населения губернии занималось сельским хозяйством, так как она была расположена на лучших в мире чернозёмах, что помогало крестьянам эффективно вести сельскохозяйственную деятельность вплоть до окончания Первой мировой войны.
С приходом ко власти большевиков во главе с Владимиром Лениным и началом гражданской войны Тамбовская губерния переживала тяжёлые времена. С одной стороны, активно шла экспроприация и передача земель крестьян как на территории РСФСР, так и на территории Российского Государства, что начало дестабилизировать обстановку в губернии среди крестьянского населения. С другой стороны, на территории Тамбовской губернии как в РККА, так и в ВСЮР наблюдался большой процент дезертирства, а сами дезертиры постепенно начали объединяться в вооружённые группы, противостоящие обоим фракциям. Впоследствии, из-за того, что группы дезертиров укрывались в лесах, их начали называть «зелёными».
Когда Красная Армия полностью заняла территорию Тамбовской губернии, положение в ней было крайне тяжёлое. Политика военного коммунизма и продразвёрстки ставила в трудное положение всех зажиточных крестьян в губернии, коих насчитывалось немалое количество. Из-за сопротивления политики продразвёрстки правительство РСФСР решило усилить контроль и сильнее продвигать политику военного коммунизма во всех сёлах губернии, что в дальнейшем привело к мерам по выбиванию продовольствия, организованным председателем Тамбовского губисполкома А. Г. Шлихтером и к усилению недовольства правящей коммунистической партией.
Таким образом, 19 августа 1920 года сразу в нескольких сёлах произошло объединение нескольких мелких повстанческих групп в партизанскую армию, и восстание начало очень быстро распространяться. Восстание возглавил бывший начальник Кирсановской милиции эсер Александр Антонов, пользовавшийся авторитетом среди крестьянства и дезертиров, а также создавший «боевую дружину», разросшуюся к 1919 году до 150 человек.
К ноябрю 1920 года все повстанческие силы объединились под командованием Петра Токмакова ― бывшего офицера царской армии и милиционера. К весне 1921 года уже более 50 тысяч повстанцев воевало на стороне Антонова и Токмакова и представляли собой серьёзную угрозу советскому правительству. В ходе восстания повстанцы наладили организацию управления территориями, создав командование Объединённой партизанской армии Тамбовского края, СТК (Союз Трудового Крестьянства) и так далее. На пике Тамбовского восстания 20 мая 1921 года Пётр Токмаков объявил о создании Республики Тамбовского партизанского края, а главой государства был избран Шендяпин — крестьянин, являвшийся одним из самых активных участников восстания и членом СТК. Флагом новообразованной республики выступил российский триколор. Республика стремилась к возвращению Учредительного Собрания как представительного органа власти и реализации многих политических и экономических свобод.

Тем не менее, в октябре 1920 года Ленин поручил Ф. Э. Дзержинскому, Э. М. Склянскому и В. С. Корневу «ускорить разгром антоновщины». К 15 октября 1920 года за счёт проведённой мобилизации местных резервов, преданных частей ВОХР и ЧОН, численность войск удалось увеличить до 4447 человек при 22 пулемётах и 5 орудиях. 27 апреля 1921 года Политбюро ЦК РКП(б) назначило командующим войсками Тамбовской губернии М. Н. Тухачевского, его заместителем — И. П. Уборевича, начальником штаба — Н. Е. Какурина. Тухачевский получил директиву — ликвидировать тамбовское восстание не позже чем в месячный срок. Сразу же по всей Тамбовской губернии было выслано следующее предупреждение, составленное лидерами подавления восстания Тухаческим и Антоном-Овсеенко:
Все поднимающие оружие против Советской власти будут истреблены. Вам, участники бандитских шаек, остается одно из двух: либо погибать, как бешеным псам, либо сдаваться на милость советской власти Ваши имена известны Чека. Будете взяты либо вы, либо ваша семья и имущество. Сдавайтесь!
Происходил террор с обеих сторон: как коммунисты расстреливали семьями повстанцев или их укрывающих, так и сами антоновцы безжалостно расстреливали коммунистов и их семьи.
После этого большевики начали выселять из Тамбовской губернии целые деревни, создавать концлагеря, а также организовывать массовые расстрелы. К лету 1921 года основные силы повстанцев потерпели поражение и скрылись в леса. 16 июля 1922 года вскоре после ликвидации Антонова Тухачевский доложил ЦК РКП(б): «Мятеж ликвидирован, Советская власть восстановлена повсеместно».

### Кронштадтское восстание

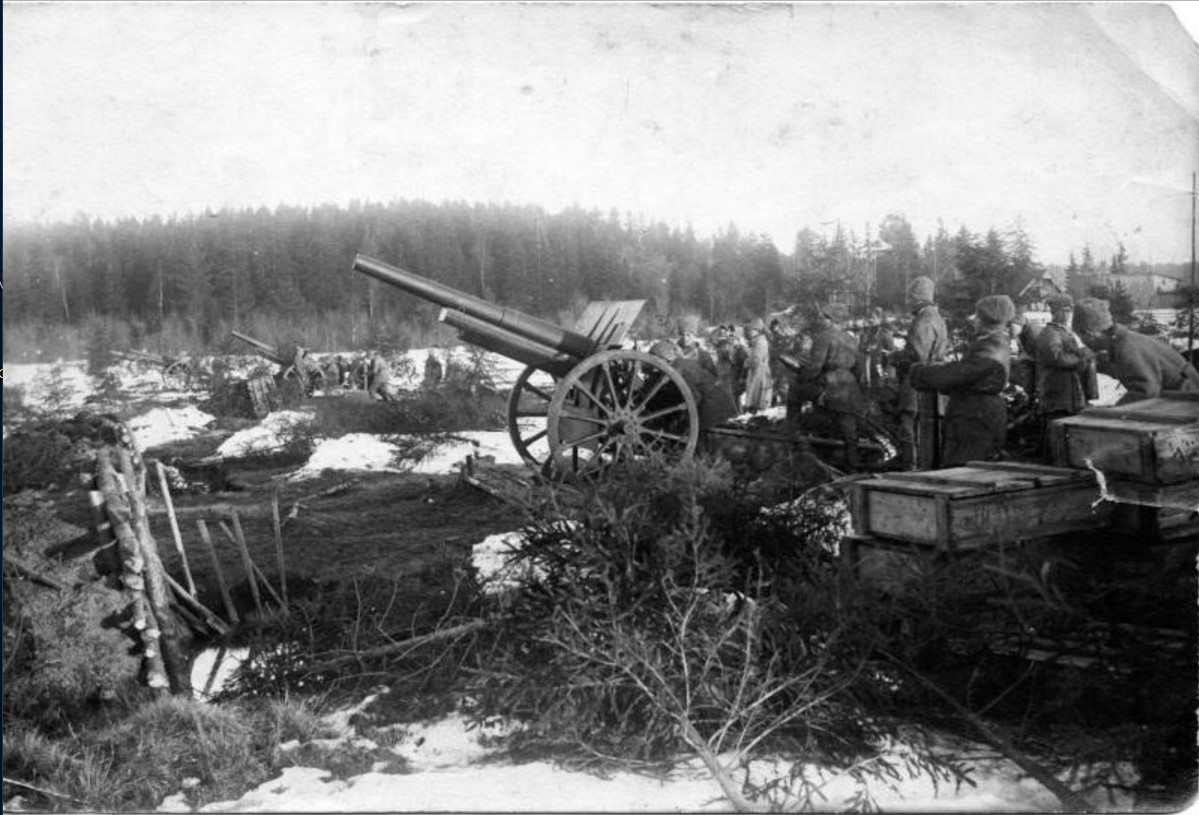
Обстрел кронштадтских фортов курсовой батареей

Причин для начала Кронштадтского восстания было несколько. Во-первых, ситуация в Петрограде была крайне тяжёлой. Наблюдались серьёзные проблемы с доставкой продовольствия: в начале 1921 года петроградские рабочие, занятые в сталеплавильном производстве, ежедневно получали 800 граммов чёрного хлеба; ударники труда — 600, а прочие категории — 400 или даже 200 граммов. По официальным данным, работники транспорта получали в день от 700 до 1000 килокалорий. Также наблюдалась серьёзная проблема с дезертирством: ввиду вспыхнувшей эпидемии цинги к концу 1920 — январю 1921 гг. около пяти тысяч балтийских моряков покинули ряды РКП(б), а развернувшаяся политическая борьба за управление флотом между Троцким и Зиновьевым ещё больше подорвала авторитет партии. Во-вторых, наблюдались серьёзные противоречия по поводу будущего развития нового социалистического государства. Во время дискуссии о роли профсоюзов многочисленные партийные деятели высказывались о передачи всех профсоюзов в руки государства (главный идеолог этой позиции — Лев Троцкий). Также проводилась жёсткая цензура в Петрограде, и многие матросы, возвращавшиеся с отпусков одновременно удивлялись и негодовали о неожиданной для них новости о принудительной конфискации зерна:
Большевистская цензура скрывала от нас многое, что происходило у нас дома, пока мы были на фронте и в море. Когда мы вернулись домой, наши родители спросили нас, почему мы воевали за угнетателей. Это заставило нас задуматься.
26 февраля 1921 года состоялось экстренное собрание команд линкоров «Севастополь» и «Петропавловск», где восставшие выдвинули резолюцию, согласно которой декларировалось о полном роспуске Советов и их перевыборов, об освобождении всех политзаключённых левого толка из тюрем, а также о предоставлении многих свобод гражданам (свобода слова и печати, свобода собраний и профсоюзов и т. д.). Далее 1 марта на Якорной площади Кронштадта состоялся 15-тысячный (по другим данным — 16-тысячный) митинг под лозунгами «Власть Советам, а не партиям!» и «Советы без коммунистов!».

2 марта восставшие создали Временный революционный комитет (ВРК) под председательством старшего писаря линкора «Петропавловск» Степана Петриченко. на следующий день Петриченко декларировал в газетах Петрограда:
Товарищи, Временный революционный комитет постановил, что не будет пролито ни единой капли крови… Задача Временного революционного комитета состоит в том, чтобы общими усилиями создать в городе и крепости условия для справедливых выборов в новый Совет. Итак, товарищи, за порядок, спокойствие, решительность, за новую, справедливую социалистическую структуру, которая будет способствовать обеспечению благосостояния всех трудящихся.
Для подавления восстания 5 марта 1921 года приказом Реввоенсовета № 28 была восстановлена 7-я армия под командованием М. Н. Тухачевского, которому приказали готовить план штурма и «в кратчайший срок подавить восстание в Кронштадте». Штурм крепости был назначен на 8 марта, когда должен был открыться X съезд РКП(б). Всего было предпринято 2 штурма Кронштадта: первый штурм состоялся 7 марта в 18:45, когда батареи на Лисьем Носу и в Сестрорецке открыли заградительный огонь по отдалённым фортам крепости; второй же штурм проводился с 8 по 18 марта, после которого начались массовые репрессии против восставших и поддержавших их жителей города. Всего к расстрелу были приговорены 2103 человека и к различным срокам заключения в ИТЛ — 6459 человек.

### Остальные народные восстания

Обобщённый флаг зелёноармейцев

Остальные крестьянские восстания против РСФСР и РККА носили по большей части две основные цели: отмена политики военного коммунизма и отмена продразвёрстки. Многие крестьянские восстания проходили в самых различных уголках бывшей Российской империи, однако можно выделить несколько крупнейших формирований восстаний:
- Колесниковщина
- Акульевское восстание
- Восстание Сапожкова
- Вилочное восстание
- Западно-Сибирское восстание

Итогом всех вышеперечисленных восстаний является полная победа РККА и большевиков, однако все эти восстания поспособствовали окончательному решению отказа от политики военного коммунизма и созданию новой экономической политики.

## Причины народных восстаний с 1923 г.
В ходе разгрома основных крестьянских формирований, боровшихся в 1920—1923 гг., РКП(б) и лично Владимир Ленин признали несостоятельность политики военного коммунизма и начали предпринимать комплекс мер, которые снижали недовольство крестьянского населения, чем и завершили наиболее активную фазу конфликта. Ввиду большой продолжительности второго этапа, причины восстаний были совершенно разные, но можно выделить основные три:
- Недовольство крестьян политикой Новой Экономической Политики (НЭП);
- Обострение конфликта между крестьянами и советским правительством из-за политики Коллективизации;
- Недовольство национальной политикой Советского Союза.

Тем не менее, вооружённые крестьянские восстания продолжались до 1934 года, пока последние протестующие силы не были подавлены и репрессированы. Из числа всех вооружённых народных формирований можно выделить три основных типа восставших:
1. Противники НЭПа — вооружённые формирования, недовольные проводимой политикой НЭПа (1921—1931 гг.);
2. Противники Коллективизации — вооружённые формирования, выступающие против проводимой Иосифом Сталиным политикой коллективизации;
3. Национальные восстания — национальные вооружённые формирования, недовольные национальной политикой СССР.

## Второй этап малой гражданской войны (1923—1934)

### Сопротивление политике НЭПа
Несмотря на колоссальный вклад Новой экономической политики в экономическую, социальную и культурную жизнь, находились группы восставших, недовольных нынешним положением дел. В годы НЭПа было несколько фракций людей, сопротивлявшихся новому коммунистическому строю: молодёжные и духовные кружки, мародёры и бандиты, а также крестьяне во время кризисов НЭПа.
Во многих городах стали организовываться литературные и философские кружки, где под видом официальной просветительской деятельности советской молодёжи настраивало их на деятельность, которую официальное руководство партии СССР запрещало. В таких кружках людям давали читать официально запрещённую «контрреволюционную» литературу, а также настраивало людей на продолжение служению Богу и сохранение православия. Помимо гражданских кружков были и духовные, целью которых была защита храмов и монастырей (Троице-Сергиевой лавры, Александро-Невской лавры и так далее). В результате оперативной работы ГПУ к 1926 году было арестовано более 150 взрослых руководителей гражданских кружков в разных городах, а также развивалась пропаганда атеизма.
Также были распространены массовые случаи бандитизма. По заверениям Новгородского губисполкома только в первый год НЭПа только в Новгородском уезде орудовали 8 банд. Хоть официально бандитские формирования можно разделить на политические (цель — свержение советской власти) и уголовные, зачастую оба формирования в ходе своих действий применяли грабежи и разбои. Ярким примером является банда М. Курилкина, разгромившая в Холмском уезде Псковской губернии Цевельский волисполком.
Говоря о крестьянском слое населения, сопротивление по большей части выражалось пассивно. Массовым явлением было крайне пассивное отношение сельчан к перевыборам сельских Советов: на выборы приходило мало людей, и только спустя года эта проблема решилась сама собой. Активное же сопротивление крестьян возникало лишь в случае трёх кризисов НЭПа: в 1923—1924 гг., в 1925 г. и в 1928 году. Однако, сопротивление крестьян не было таким активным, как в первую фазу малой гражданской войны, поэтому большинство конфликтов удалось урегулировать мирно и без кровопролития.

### Сопротивление коллективизации

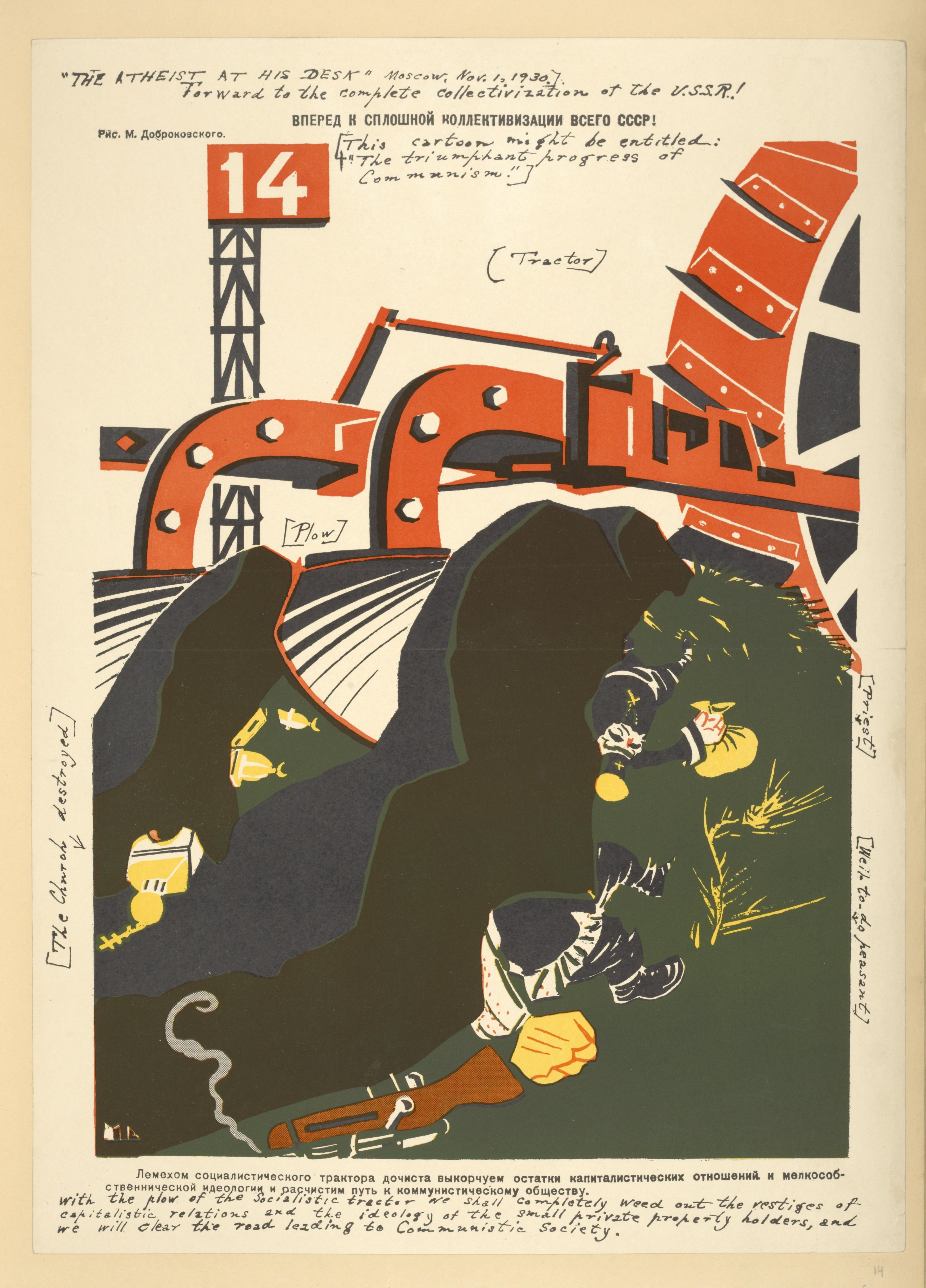
Плакат «вперёд к сплошной коллективизации всего СССР!», 1930-й год.

Политика коллективизации на сегодняшний день является неоднозначным событием в истории СССР. С одной стороны, коллективизация позволило Советскому Союзу облегчить перераспределение средств и рабочей силы из деревни в город, а также поднять уровень жизни на селе. Также, благодаря политике коллективизации объём ВВП СССР уже в 1937 году (141 млрд рублей) превышал уровень 1928 года в 3,5 раз. С другой стороны напротив, была введена жестокая репрессивная политика против тех крестьян, которые отказывались вступать в колхозы. В период 1929—1937 гг. было раскулачено примерно 750 000 крестьянских хозяйств, а в ссылку было отправлено около 2,4 млн человек.
Крестьяне не хотели входить в колхозы по нескольким причинам. Во-первых, крестьяне-единоличники, не готовые отдавать свои излишки продовольствия и скотины государству всеми силами пытались сохранить свою самостоятельность. Во вторых, для борьбы с крестьянами-единоличниками были введены чрезвычайно высокие налоги по обязательным поставкам зерна, молока и мяса, а также введение для них осенью 1934 г. дополнительного («единовременного») налога. Такое положение дел вызвало бурную реакцию общества и побудило крестьян совершать массовые восстания против советской власти.
Восстания обернулись по всему СССР, наиболее известными восстаниями являются Таймырское восстание, восстание в Чечне 1932 г. и так далее. Каждое восстание жестоко подавлялось, однако после репрессий были сделаны уступки путём уменьшения процента нагрузки крестьян и выдачи продовольствия.

### Национальные восстания
Национальная политика СССР сделала массовый прорыв в области изучения коренных народов России, их традиций и обычаев и даже сохранения языков народов России и их кириллизации. Тем не менее, национальная политика Советского Союза также предполагала комплекс мер по ликвидации традиционной социально-экономической структуры этих народов. Также были нередки и ошибки национальной политики советской администрации, что приводило к волнениям среди коренных народов. По большей части каждое восстание стремилось либо сохранить прежний уклад общества, либо провозгласить независимость от СССР. Самыми известными национальными восстаниями были:
- Восстание в Чечне 1924—1925 гг.;
- Казымское восстание;
- Мандалада;
- Булунское восстание;
- Восстание конфедералистов ЯАССР;
- Тунгусское восстание, и др.

## Последствия малой гражданской войны

### Положительные изменения
С одной стороны, после малой гражданской войны произошло много положительных изменений в РСФСР и СССР. Крестьянские и народные восстания показали, что советскому правительству необходимо как можно быстрее развиваться в социальном и экономическом планах. Даже Владимир Ленин в 1921 году отмечал, что необходимо «восстановить оборот земледелия и промышленности» и переходить к новой экономической политике РСФСР.
По прошествии времени сначала под руководством Владимира Ленина, а затем и Иосифа Сталина, советское правительство предприняло важные шаги к социально-экономическому преобразованию нового советского государства. Одними из самых важных преобразований можно выделить:
- Отмена продразвёрстки — замена единым продовольственным налогом[25].
- Проведение политики индустриализации по всему СССР.
- Децентрализация управления — образование трестов и синдикатов (до 1930-х).

Таким образом, народные и крестьянские восстания подтолкнули правительство РСФСР, а впоследствии и СССР, к проведению радикальных экономических и социальных преобразований, способствующих улучшению качества жизни общего населения Советского Союза.

### Негативные последствия
С другой стороны, в ходе малой гражданской войны ЦК партии Советского Союза определило, что для укрепления политической и социальной стабильности необходимо предпринять комплекс мер по централизации власти и ограничению социально-экономических свобод. К тому же, это привело к идее тщательной пропаганды коммунистических идеалов и развитию внутренней разведки. Одними из самых главных изменений в таком направлении можно назвать:
- Преобразование ОГПУ и ГУГБ в НКВД СССР (1934 г.) для масштабного управления над деятельностью граждан в СССР[4].
- Создание цензурных органов (Главлит, Главискусство, Главрепертком), осуществлявших контроль за деятельностью творческих организаций.
- Определение в новой Конституции СССР ВКП(б) как единственную партию, имеющую монополию на политическую власть[26].

Таким образом, народные и крестьянские восстания подтолкнули правительство РСФСР, а впоследствии и СССР, к усилению контроля партии в делах граждан и общества, а также ужесточению политического и цензурного контроля.